# Copa Constitució 2010-2011
La Copa Constitució 2011 è stata la 19ª edizione della Coppa di Andorra di calcio. Il torneo è iniziato il 16 gennaio ed è terminato il 22 maggio 2011. Il Sant Julià ha vinto la coppa per la terza volta, la seconda consecutiva.

## Primo turno di qualificazione
Partecipano a questo turno le prime otto classificate della Segona Divisió al termine della prima metà della stagione.
| Squadra 1         | Risultato | Squadra 2        |
| ----------------- | --------- | ---------------- |
| FC Santa Coloma B | 2 – 4     | Extremenya       |
| Principat B       | 2 – 3     | Atlètic Escaldes |
| Engordany         | 4 – 3     | Lusitans B       |
| Rànger's          | 4 – 1     | Penya Encarnada  |

## Secondo turno di qualificazione
Le squadre di Primera Divisió piazzate tra il quinto e l'ottavo posto dopo 12 giornate di campionato affrontano le vincenti del primo turno.
| Squadra 1        | Risultato | Squadra 2        |
| ---------------- | --------- | ---------------- |
| Extremenya       | 1 – 2     | Casa del Benfica |
| Atlètic Escaldes | 1 – 6     | Inter Escaldes   |
| Engordany        | 1 – 6     | Encamp           |
| Rànger's         | 3 – 1     | Principat        |

## Terzo turno di qualificazione
Le squadre di Primera Divisió piazzate ai primi quattro posti dopo 12 giornate di campionato affrontano le vincenti del secondo turno.
| Squadra 1        | Totale | Squadra 2       | Andata | Ritorno |
| ---------------- | ------ | --------------- | ------ | ------- |
| Casa del Benfica | 0 – 11 | UE Santa Coloma | 0 – 7  | 0 – 4   |
| Inter Escaldes   | 1 – 8  | Lusitans        | 0 – 6  | 1 – 2   |
| Encamp           | 0 – 19 | FC Santa Coloma | 0 – 9  | 0 – 10  |
| Rànger's         | 1 – 11 | Sant Julià      | 0 – 3  | 1 – 8   |

## Semifinali
| Squadra 1       | Totale            | Squadra 2  | Andata | Ritorno |
| --------------- | ----------------- | ---------- | ------ | ------- |
| UE Santa Coloma | 4 – 2             | Lusitans   | 2 – 1  | 2 – 1   |
| FC Santa Coloma | 5 – 5 (1 – 4 dcr) | Sant Julià | 2 – 3  | 3 – 2   |

## Finale
| Aixovall 22 maggio 2011 | UE Santa Coloma | 1 – 3 | Sant Julià | Estadi Comunal |

 Sant Julià ammesso al secondo turno preliminare di UEFA Europa League 2011-2012